# Leucobryum glaucum
Leucobryum glaucum (Hedw.) Angstr. é uma espécie de musgo acrocárpico, conhecido pelo nome comum de musgo-branco.